# 690-699
De jaren 690-699 (van de christelijke jaartelling) zijn een decennium in de 7e eeuw.

## Belangrijke gebeurtenissen

### Arabische Rijk
- 692 : Einde van de Tweede Fitna. Kalief Abd al-Malik hervat de Byzantijns-Arabische oorlogen.
- 698 : Val van Carthago. De Omajjaden veroveren het exarchaat Afrika.

### Byzantijnse Rijk
- 695 : Keizer Justinianus II wordt afgezet, verbannen en zijn neus wordt afgesneden, vandaar de bijnaam Rhinotmetos. Zijn plaatsvervanger is Leontios II.
- 698 : Na het verlies van het exarchaat Afrika wordt Leontios_II afgezet en vervangen door Tiberius III.

### Godsdienst
- 692 : De bouw van de rotskoepel op de Tempelberg te Jeruzalem wordt voltooid. Opdrachtgever was kalief Abd al-Malik.
- 692 : Concilie van Trullo of het Quinisextum. Het concilie wordt door keizer Justinianus II van Byzantium in een van zijn paleizen bijeengeroepen. Het concilie had betrekking tot het Canoniek recht. Paus Sergius I weigert het gezag van het concilie te erkennen.
- 695 : De Engelse missionaris Willibrordus wordt te Rome gewijd tot bisschop en wordt benoemd tot aartsbisschop van de Friezen, dat wil zeggen van de Nederlanders boven de grote rivieren.

## Heersers

### Europa
- Beieren: Theodo II (ca. 680-717)
- Bulgaren: Asparoech (681-701)
- Byzantijnse Rijk: Justinianus II (685-695), Leontios II (695-698), Tiberios II (698-705)
  - exarchaat Ravenna: Johannes II Platinus (687-702)
- Engeland en Wales
  - East Anglia: Ealdwulf (663-713)
  - Essex: Sæbbi (664-694), Sigeheard en Swaefred (694-709)
  - Gwynedd: Idwal ap Cadwaladr (ca. 682-720)
  - Kent: Swaefheard (687-692), Swaefberht & Oswine (689-690), Wihtred (692-725)
  - Mercia: Æthelred I (675-704)
  - Northumbria: Aldfrith (688-704)
  - Wessex: Ine (688-726)
- Franken: Theuderik III (679-691), Clovis IV (691-695), Childebert III (695-711)
  - hofmeier van Austrasië: Pepijn van Herstal (675-714)
  - hofmeier van Neustrië: Nordebert (687-696), Grimoald II (696-714)
  - Champagne/Neustrië (hertog): Drogo (690-705)
  - Elzas: Eticho I (673-ca. 690), Adalbert I (?-723)
- Friezen: Radboud (?-719)
- Longobarden: Cunipert (678-700)
  - Benevento: Grimoald II (687-707)
  - Spoleto: Thrasimund I (665-703)
- Venetië (doge): Paolo Lucio Anafesto (697-717)
- Visigoten: Ergica (687-702)

### Azië
- China (Tang): Tang Ruizong (684-690), Wu Zetian (690-705)
- Göktürken: Kutluk Ilteris Khan (ca. 680-691), Kapagan Khan (691-716)
- India
  - Chalukya: Vinayaditya (681-696), Vijayaditya (696-733)
  - Pallava: Paramesvaravarman I (670-695)
- Japan: Jitō (686-697), Monmu (697-707)
- Omajjaden: Abd al-Malik (685-705)
- Silla (Korea): Sinmun (681-692), Hyoso (692-702)
- Tibet: Tridu Songtsen (ca. 676-704)

### Religie
- paus: Sergius I (687-701)
- patriarch van Alexandrië (Grieks): vacant
- patriarch van Alexandrië (Koptisch): Simeon I (689-701)
- patriarch van Antiochië (Grieks): Sebastianus (687-690), Gregorius II (690-695), Alexander (695-702)
- patriarch van Antiochië (Syrisch): Julianus II (686-708)
- patriarch van Constantinopel: Paulus III (687-693), Callinicus I (693-705)
- patriarch van Jeruzalem: Anastasius II (692?-706)
- imam (sjiieten): Ali Zain al-Abidien (680-712)

<< · 690 · 691 · 692 · 693 · 694 · 695 · 696 · 697 · 698 · 699 · >>
<< · 600-609 · 610-619 · 620-629 · 630-639 · 640-649 · 650-659 · 660-669 · 670-679 · 680-689 · 690-699 · >>